# Rosmunda Pisaroni

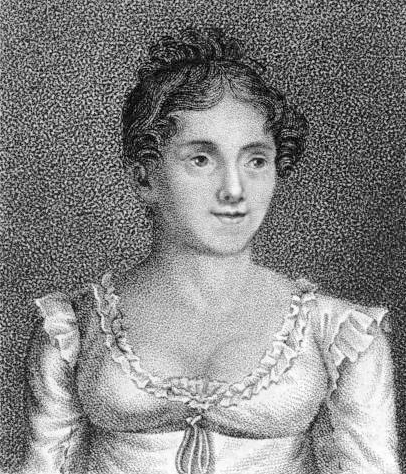
Rosmunda Pisaroni

Rosmunda Pisaroni (Benedetta Pisaroni) (Plasencia, Ducado de Parma, 16 de mayo de 1793 - Plasencia, Reino de Italia, 6 de agosto de 1872) fue una cantante contralto del  estilo bel canto, si bien según muchos se trataba de una cantante del tipo soprano sfogato, La Pisaroni dividió su actividad notoriamente en dos épocas: Una primera época como soprano y una segunda, la más exitosa, como contralto. 
A diferencia de sus coetáneas María Malibrán o Giuditta Pasta nunca alternó roles de soprano con otros de contralto, su caso fue más bien una evolución vocal. 
Aun así, durante sus años de triunfo pudo mantener los agudos más extremos de soprano dotando a sus ornamentaciones de características únicas y espectaculares que enloquecían a sus seguidores.

## Sus inicios
Rosmunda Benedetta Pisaroni nació el 16 de mayo de 1793 en Plasencia. Hija de Giambattista Pisaroni y Luigia Pratti, su padre fue desde un comienzo su guía y el principal impulsor de su talento. Desde pequeña mostró gran interés por el canto y en vista de eso su padre la impulsó a seguir estudios más serios primero con Vincenzo Colla y luego con Giacomo Carcani. A los 12 años el padre la lleva a Milán donde estudia con los más eminentes castrati que se dedicaban a hora a la enseñanza, es así como estudió con Moschini luego con Pachierotti y con los ilustres Vellutti y Marchesi, completada su formación debutó en 1811 a los 18 años en Bérgamo en “La rosa bianca e la rosa rossa”, se dice que presa del pánico rehusó salir al escenario y su padre debió amenazarla con suicidarse. 
Al año siguiente cantó en Verona y en la temporada 1812/13 en el teatro Municipale de Piacenza en donde fue protagonista de dos óperas del maestro piacentino  Giuseppe Nicolini: Traiano in Dacia y  Carlo Magno. Su éxito en su ciudad natal fue tal que provocó incluso el nacimiento de un dicho popular. Se dice que el público impaciente porque la Pisaroni comenzara a cantar gritaba a viva voz "Tacca, Manella". Felice Manelli era el primer violinista de la orquesta del Teatro y quien repartía y distribuía las partes de la orquesta, su nombre vive aun en el dicho piacentino que se traduce como una incitación para que la orquesta comience a tocar.
El 27 de octubre de 1813 mientras cantaba en Busseto en “La Proserpina” de Paisiello se salvó del incendio que destruyó el viejo teatro. Al año siguiente cantó en La pergolla de Florencia y en el Teatro Nuevo de Padua donde cantó en “Aureliano in Palmira” de Rossini, ópera que repitió en Brescia. En 1814 cantó “Tancredi” en San Agostino de Génova, donde regresó en las temporadas 1826 y 1827.

## El encuentro con Rossini
Hasta este punto de su incipiente carrera la Pisaroni cantaba de soprano con muchísimo éxito, exhibiendo una voz amplia y riquísima de sonoridades. En el año de 1817 la Pisaroni tuvo su primer encuentro con Rossini. El maestro al oírla cantar exclamó: "¡Esa gran voz! No podrás nunca usarla completamente si sigues manteniendo la tesitura de soprano".
La Pisaroni entonces decidió enfocar su carrera al repertorio de contralto.
Mientras estudiaba el nuevo repertorio en su cuerda de contralto contrajo la viruela que le deformó el rostro y menguó su capacidad visual dejándola al borde de la ceguera.
Ya en 1817 regresó a la escena en el mismo San Agostino de Padua que la viera exhibirse y en donde Meyerbeer escribió para ella “Romilda e Costanza”. 
Entre 1818 y 1820 estuvo ligada al Teatro de San Carlos  de Nápoles donde Rossini le escribió tres grandes partes de contralto: El 3 de diciembre de 1818 fue la primera Zomira en Ricciardo e Zoraide. El 27 de marzo de 1819 fue la primera intérprete de Andrómaca en “Ermione” y el 24 de septiembre de 1819 fue primera intérprete de Malcolm en “La dama del lago”. Se cuenta que tras su cavatina el público enloqueció de tal manera que pedía a viva voz un bis pero un decreto suprimía esta práctica. El escándalo llegó a tal punto que la policía debió intervenir, tomando detenidos y calmando la situación. 
En la temporada 1821-1822 estuvo ligada al Real Teatro Carolino de Palermo y pudo exhibirse también en Parma, Bolonia, Florencia, Roma, Venecia y Turín. En 1821 cantó en la ópera “Constantino” de Hartmann Stunz al lado de Fanny Tacchinardi, el compositor encantado por el virtuosismo de las dos célebres cantantes dejó, en la partitura de la ópera, expresa libertad de ejecución en la ornamentación. En 1822 debutó en La Scala de Milán donde regresó en 1824 y 1825. En 1823 debutó en Lucca y en el otoño del mismo año en el Teatro degli Avvalorati de Livorno donde regresó hasta 1832.

## El debut internacional
En 1827 debuta en el Teatro de los Italianos de París. Rossini la quiere en su nuevo intento de llevar al éxito a su Semiramide que años atrás había tenido una mala recepción en su debut en Venecia. La anécdota cuenta que la Pisaroni atacó su “Eccomi alfine in Babilonia” dando la espalda al público para que no pudiesen ver su rostro desfigurado por la viruela, su canto y la potencia de su voz produjo tal embrujo en la audiencia que para cuando cantaba la cavatina ya tenía a toda París a sus pies.
En 1829 debutó en Londres y en 1831 volvió clamorosamente a La Scala. En 1833 regresó a su natal Piacenza pero sintió que ya no estaba en su mejor forma y que el público la aclamó solo por cortesía. Por ello decide retirarse de la escena pero teniendo un contrato con el teatro de Trieste lo honró con su última presentación. 
En febrero de 1833 dio un concierto en Piacenza y cantó por última vez en 1848 en la misma ciudad en ocasión de una manifestación patriótica. Socia honoraria de la Academia Filarmónica de Piacenza desde 1825, falleció en su ciudad natal a los 79 años dejando gran parte de su herencia a los pobres de su ciudad.

## Su voz
En poco más de 20 años de carrera, 16 de los cuales los hizo como contralto, la Pisaroni se convirtió en una de las máximas exponentes del cantante rossiniano. Heredera directa de la escuela de los castrati supo captar a cabalidad el arte que en su más temprana formación recibiera de maestros como Marchesi o Pachierotti. A pesar de su rostro deformado y su visión defectuosa supo poner a todos los públicos a sus pies, debido única y exclusivamente a su voz.
La voz de la Pisaroni pudo ser catalogada con mucho más facilidad que las de sus célebres colegas Giuditta Pasta o María Malibrán, quienes alternaban roles de soprano con los de contralto poniendo en duda cualquier clasificación que se pudiera aplicar a sus instrumentos.
La Pisaroni por su lado tuvo dos etapas bien marcadas y definidas: Primero soprano y luego contralto. A pesar de compartir algunos roles con María Malibrán, su más directa rival, el cetro de la mejor contralto fue siempre suyo. Su reinado absoluto en el repertorio rossiniano, como favorita del compositor, duró sin sobresaltos desde 1818 a 1828 cuando el arribo de la Malibran desde América enloqueció tanto a públicos como a compositores.
La Pisaroni en sus años de contralto poseyó características vocales únicas: Su registro era amplísimo, desde el más grave de contralto al más agudo de soprano. Su dominio de la técnica era absoluto y si bien mostraba desigualdades de registro debido al amplísimo registro, este defecto era menos grave que en colegas como Giuditta Pasta.
El crítico Celleti dijo de ella: “Fue una fabulosa contralto de la era rossiniana; su registro comenzaba en el Fa grave y alcanzaba las notas más agudas del registro de soprano, modulaba, sfumava y trinaba con entusiasmante virtuosismo, su registro medio y grave era de características sumamente oscuras y casi viriles”.
Siempre que podía optaba por entrar a escena enmascarada o bien dando la espalda para que el público no viera su cara sino que se fijara únicamente en su fabulosa voz. Una vez que ya tenía su favor, se animaba a mostrar el rostro.
- Datos: Q3941557
- Multimedia: Rosmunda Pisaroni / Q3941557